# Tchán Evropy

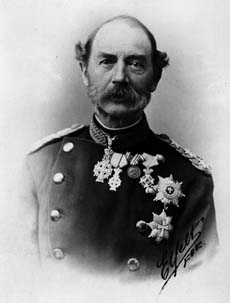
Dánský král Kristián IX.

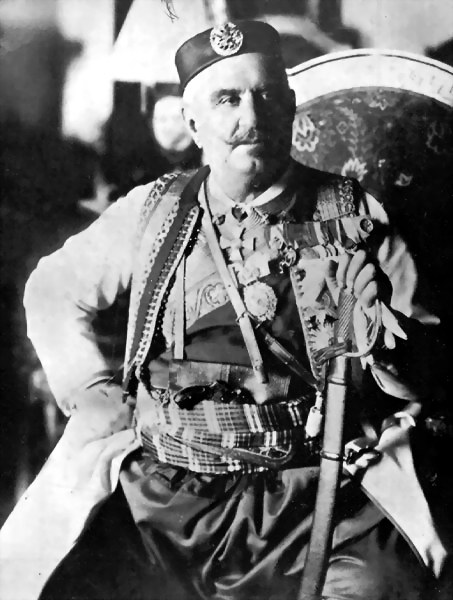
Černohorský král Nikola I

Tchán Evropy byla přezdívka dvou evropských monarchů, kteří vládli ke konci 19. a začátkem 20. století a to dánského krále Kristiána IX. a černohorského knížete a později krále Nikoly I.
Tuto přezdívku získali díky tomu, že děti obou panovníků, ač byly z méně významných zemí, se staly manželi či manželkami významných evropských monarchů a tím získaly pro své děti další trůny.
Kristián IX. (* 1818 – † 1906) vládl (1863 - 1906)
- Frederik VIII. (* 1843 – † 1912) - nejstarší syn, dánský král (1906 - 1912)
  - Haakon VII. (* 1872 – † 1957) - norský král (1905 - 1957) druhorozený syn Frederika VIII. a vnuk Kristiána IX.
- Jiří I. (* 1845 - † 1913) - řecký král (1863 - 1913), druhorozený syn Kristána IX.
- Alexandra (* 1844 - † 1925) - britská královna (1901 - 1910), manželka krále Eduarda VII.
- Dagmar (Marie Fjodorovna) (* 1847 - † 1928) - ruská carevna (1881 - 1894), manželka cara Alexandra III.

Nikola I. (* 1841 - † 1921) vládl (1860 - 1910)
- Danilo Aleksandar (* 1871 - † 1939) - nejstarší syn, následník trůnu (1921 - 1939)
- Zorak (* 1864 - † 1890) - manželka Petra I. Karađorđeviće, zemřela dříve než se stal králem
- Milica (* 1866 - † 1951) - manželka ruského velkoknížete Petra Nikolajeviče, bratra Nikolaje Nikolajeviče
- Anastázie (* 1868 - † 1935) - manželka velkoknížete Nikolaje Nikolajeviče, bratra Petra Nikolajeviče
- Elena (* 1873 - † 1957) - italská královna (1900 - 1946), manželka krále Viktora Emanuela III.
- Anna (* 1874 - † 1971) - manželka prince Františka Josefa Battenberského